# Пауль Штауб
Пауль Штауб ( — ) — швейцарський академічний веслувальник.
Олімпійський чемпіон 1920 року в складі розпашної четвірки зі стерновим.
Чемпіон Європи 1920 року в складі розпашної четвірки зі стерновим.